# Юзеф Шмідт
Юзеф Шмідт (пол. Józef Szmidt; 28 березня 1935 — 29 липня 2024) — польський легкоатлет німецького походження, який спеціалізувався в потрійному стрибку.

## Життєпис
Дворазовий олімпійський чемпіон з потрійного стрибку (1960, 1964).
Фіналіст (7-е місце) олімпійських змагань з потрійного стрибку (1968). Учасник олімпійських змагань з естафетного бігу 4×100 метрів (1960; попередній забіг).
Дворазовий чемпіон Європи з потрійного стрибку (1958, 1962). Ще двічі брав участь у фінальних змаганнях з потрійного стрибку на чемпіонатах Європи — 5-е місце у 1966 та 11-е місце у 1971.
Триразовий бронзовий призер змагань з потрійного стрибку на Кубках Європи (1965, 1967, 1970).
Національні чемпіонські титули:
- потрійний стрибок (1958, 1960, 1962, 1963, 1965, 1966, 1967, 1969, 1970, 1971);
- стрибки у довжину (1961);
- естафетний біг 4×100 метрів (1959, 1960).

Рекордсмен світу та Європи з потрійного стрибку (17,03; 1960).
1975 року втік до Західної Німеччини. 1992 року повернувся на Батьківщину.

## Визнання
- Спортсмен року в Польщі (1960)
- Спортсмен року в Польщі (1964)
- Кавалер Орден Відродження Польщі